# دخان

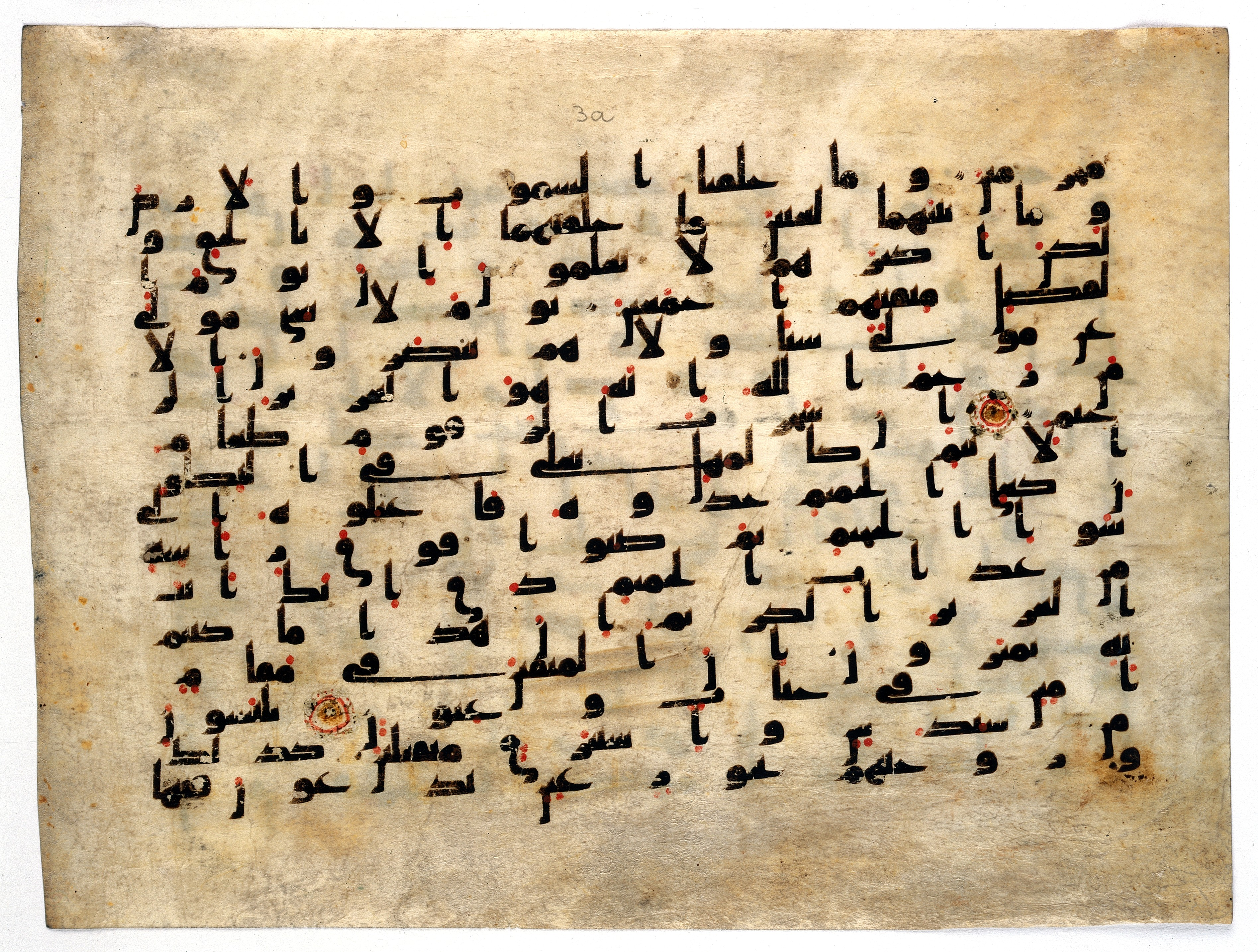
نسخه خطی آیاتی از سوره دخان

سوره دخان سوره ۴۴ از قرآن است و ۵۹ آیه دارد.
در دو کتاب «البرهان فی تفسیر القرآن» تألیف علامه بحرانی و «مصباح کفعمی» به نقل از امام صادق و پیامبر (ص) نقل شده‌است. البته دربارهٔ مورد سوم باید بگوییم اینکه نوشته‌اید «هر که ۷۰ بار جهت مهمات این سوره را بخواند، حاجتش روا گردد» در منابعی که در دسترس داشتیم نیافتیم. در تفسیر البرهان از رسول خدا (ص) نقل شده: «من قرأ هذه السورة کان له من الأجر بعدد کل حرف منها مائة ألف رقبة عتیق، و من قرأها لیلة الجمعة غفر الله له جمیع ذنوبه و من کتبها و علقها علیه أمن من کید الشیاطین و من جعلها تحت رأسه رأی فی منامه کل خیر، و أمن من قلقه فی اللیل و إذا شرب ماءها صاحب الشقیقة بریء و إذا کتبت و جعلت فی موضع فیه تجارة ربح صاحب الموضع، و کثر ماله سریعاً؛ (۱) کسی که این سوره را قرائت نماید، به تعداد هر حرفی از آن، اجر آزاد نمودن هزار بنده را دارد. کسی که آن را در شب جمعه قرائت کند، خداوند متعال همه گناهان وی را ببخشد. کسی که آن را بنویسد و بر خود ببندند، از کید شیاطین در أمان است. کسی که آن را زیر سرش بگذارد، خواب‌های نیکو بیند. از اضطراب و پریشانی در شب در امان است. آب آن را بر کسی که درد سر دارد بنوشانند، خوب می‌شود. اگر نوشته شود و در جایی که تجارت می‌شود، قرار داده شود، صاحب آن مکان، سود فراوان خواهد نمود. مالش به سرعت زیاد می‌شود». همچنین به نقل از امام صادق (ع) آمده: «من کتبها و علقها علیه أمن من شر کل ملک، و کان مهابا فی وجه کل من یلقاه، و محبوبا عند الناس و إذا شرب ماءها نفع من انعصار البطن، و سهل المخرج بإذن الله؛ (۲) کسی که این سوره را بنویسد و بر خود بندد، از شر هر حاکمی در امان است. نزد هر کسی که وی را ملاقات می‌کند، دارای هیبت می‌گردد. محبوب انسان‌ها می‌شود. به اذن الهی نوشیدن آب آن نیز مسهل معده‌است» همچنین در مصباح کفعمی نقل شده: «إن علقت علی طفل حین ظهوره أمن من الجن و الهوام؛ (۳) اگر بر نوزادی بسته شود، از شر جن و گزنده‌ها در امان خواهد بود».